# Сан-Джованни-сотто-ле-Пенне
Сан-Джова́нни-со́тто-ле-Пе́нне (итал. San Giovanni sotto le Penne) — приход в Сан-Марино, входит в состав города-коммуны Борго-Маджоре. Имеется местная футбольная команда — Сан-Джованни. Имеются археологические раскопки под названием Майано.